# Amycolatopsis
Amycolatopsis ist eine Gattung von Bakterien in der Familie der Pseudonocardiaceae in der Ordnung der Actinomycetales. Alle Arten der Gattung sind grampositiv mit einem hohen GC-Gehalt in der Bakterien-DNA. Wie andere Vertreter der Actinomycetales bilden sie filamentöse Zellstrukturen, die den Hyphen von Pilzen ähneln. Dies führte dazu, dass einige Arten zuvor anderen Gattungen zugeordnet wurden, wie beispielsweise Streptomyces oder Nocardia, die ebenfalls zu den Actinomycetales gezählt werden. Wie Streptomyces bilden auch zahlreiche Arten von Amycolatopsis Antibiotika und sind im Boden zu finden.

## Merkmale

### Erscheinungsbild
Die Zellen der Arten von Amycolatopsis sind grampositiv. Die Zellen liegen in der für viele Vertreter der Actinomycetales typischen Form als Filamente vor. Diese den Hyphen von Pilzen ähnlich sehenden Strukturen sind im Durchmesser 0,5–2,0 µm breit und verzweigt. Häufig zerfallen die Hyphen in einzelne würfelförmige Zellen. Wie bei den Pilzen kann man zwischen Luft- und Substratmyzel unterscheiden. Das Substratmyzel entwickelt sich im Nährmedium, während das Luftmyzel aus Zellen gebildet wird, die in den Gasraum oberhalb des Nährmediums wachsen. Das Substratmyzel wie auch das Luftmyzel kann farbig sein, weiterhin werden auch Pigmente in das Nährmedium abgegeben. Jedoch entwickeln nicht alle Arten ein Luftmyzel. Falls vorhanden, lässt sich auch bei diesen Hyphen beobachten, dass sie am oberen Ende fragmentieren. Dabei werden Ketten von sporenähnlichen, würfelförmigen bis ovoiden Zellen gebildet. Die für andere Bakteriengattungen (z. B. Bacillus oder Sporosarcina) typischen Endosporen werden nicht gebildet. Die Zellen von Amycolatopsis sind nicht zur aktiven Bewegung fähig. Die Bakterienzellwand ist – anders als bei den Gattungen Nocardia und Mycobakterium – nicht säurefest.

### Wachstum und Stoffwechsel
Alle Arten von Amycolatopsis sind heterotroph, sie führen keine Photosynthese durch. Einige Arten sind strikt aerob, d. h. auf Sauerstoff angewiesen. Andere sind fakultativ aerob, sie können auch unter Sauerstoffausschluss leben. Der Katalase-Test fällt positiv aus. Amycolatopsis-Arten können zahlreiche organische Verbindungen für ihren Stoffwechsel nutzen und diese abbauen, verschiedene Kohlenhydrate und Zuckeralkohole werden unter Säurebildung verwertet. Die Temperaturen für optimales Wachstum liegen für die meisten Arten zwischen 20 und 30 °C, sie sind mesophil. Der optimale pH-Wert des Nährmediums liegt für die meisten Arten zwischen 6,0 und 9,0.
Untersuchungen von Shu-Kun Tang u. a. 2010 führten zu einer erweiterten Beschreibung der Gattung. Die Forscher fanden heraus, dass auch alkaliphile Arten (Bakterien, die höhere pH-Werte für das Wachstum bevorzugen) und halophile Arten (diese benötigen höhere Konzentrationen an Natriumchlorid für das Wachstum) zu der Gattung gehören. Neben den mesophilen gehören auch thermophile Arten zur Gattung, also Bakterien, die höhere Temperaturen für das Wachstum bevorzugen. So wächst z. B. Amycolatopsis halophila optimal, wenn das Nährmedium 5 % NaCl enthält und toleriert einen Kochsalzgehalt von bis zu 15 %. Sie wächst optimal bei 37 °C und kann Temperaturen bis 45 °C tolerieren. Noch stärker ausgeprägt ist die Thermophilie bei A. eurytherma, A. methanolica und A. thermoflava, die auch bei 50 °C noch gut wachsen können.
Zur Kultivierung von Amycolatopsis-Arten lassen sich übliche Nährmedien verwenden, auf der Basis von Pepton (wie Casein-Soja-Pepton-Agar) und Hefeextrakt. Häufig werden noch bestimmte Zusätze verwendet. Als Zusätze eignen sich Mannitol oder Glycerin (Glycerol), auch Sojabohnenmehl, Stärke und Hafermehl werden eingesetzt. Weitere Suppline (wachstumsfördernde Stoffe) sind Asparagin und Tyrosin. Die Nährmedien müssen über einen längeren Zeitraum inkubiert werden, bis Kolonien sichtbar sind, üblich sind 14 Tage.

### Chemotaxonomische Merkmale
Die Mureinschicht in der Zellwand enthält die Aminosäure meso-Diaminopimelinsäure als diagnostisch wichtige Aminosäure in der Peptidbrücke, außerdem noch Glutaminsäure und Alanin. Der Peptidoglycan-Typ ist A1γ. Diagnostisch wichtige Zucker sind Galactose und Arabinose. Die erweiterte Beschreibung der Gattung durch Shu-Kun Tang u. a. 2010 zeigte jedoch, dass Arabinose nicht immer anwesend ist oder nur in Spuren vorkommen kann. Mykolsäuren werden nicht gebildet. Das Haupt-Menachinon ist MK-9(H2) oder MK-9(H4). Nach Tang kommen hauptsächlich MK-9(H4) oder MK-8(H4) vor. Die Phospholipide in der Zellmembran entsprechen dem Typ-II-Phospholipidmuster, es ist entweder Phosphatidylethanolamin oder Phosphatidylmethylethanolamin vorhanden oder beide Verbindungen kommen vor. Daneben kommen auch noch weitere Phosphoglyceride vor.
Einige wenige typische Fettsäuren in der Zellmembran lassen sich nicht festlegen. Das Fettsäuremuster beinhaltet gesättigte Fettsäuren, wie C16:0 (Hexadecansäure bzw. Palmitinsäure) und C17:0 (Heptadecansäure bzw. Margarinsäure), auch verzweigtkettige Fettsäuren, wie iso-C15:0 (iso-Pentadecansäure) und iso-C16:0 (iso-Hexadecansäure) kommen vor. Ebenfalls sind 2-Hydroxy-Fettsäuren (vergleiche α-Hydroxycarbonsäuren), wie iso-C15:0 2-OH zu finden.
Der GC-Gehalt in der Bakterien-DNA liegt bei 66 bis 75 Mol-Prozent, was der Einordnung in der Abteilung der Actinobacteria entspricht. Das Genom mehrerer Arten wurde bereits vollständig sequenziert. Ähnlich wie bei Streptomyces-Arten, die ebenfalls einen ausgeprägten sekundären Stoffwechsel aufweisen, fällt auch bei ihnen das Genom durch seine Größe auf. Bei A. orientalis liegt die Genomgröße des Bakterienchromosoms bei 8949 Kilobasenpaaren (kb), das ist beinahe das Doppelte der Genomgröße von Escherichia coli (4600 kb). Anders als bei Streptomyces-Arten (die über ein lineares Chromosom verfügen) liegt das Bakterienchromosom der bisher untersuchten Amycolatopsis-Arten als zirkuläres Molekül vor. Auch Plasmide wurden gefunden, z. B. bei A. orientalis und A. benzoatilytica.

## Systematik

### Äußere Systematik
Die Gattung Amycolatopsis in der Familie der Pseudonocardiaceae wird zu der Unterordnung der Pseudonocardineae in der Ordnung der Actinomycetales gestellt. Seit 2011 enthält die Familie Pseudonocardiaceae(siehe Anmerkung 1) neben Amycolatopsis und Prauserella noch weitere Gattungen, die früher der Familie Actinosynnemataceae zugerechnet wurden, wie beispielsweise die Gattung Saccharothrix.

### Innere Systematik
Amycolatopsis orientalis ist die Typusart der Gattung. Von der Gattung Amycolatopsis sind mehr als 60 Arten bekannt (Stand 2014):
- Amycolatopsis alba Mertz & Yao 1993
- Amycolatopsis albidoflavus Lee & Hah 2001
- Amycolatopsis australiensis Tan et al. 2006
- Amycolatopsis azurea (Ōmura et al. 1983) Henssen et al. 1987
- Amycolatopsis balhimycina Wink et al. 2003
- Amycolatopsis bartoniae Zucchi et al. 2012
- Amycolatopsis benzoatilytica Majumdar et al. 2006
- Amycolatopsis bullii Zucchi et al. 2012
- Amycolatopsis cihanbeyliensis Tatar et al. 2013
- Amycolatopsis circi Everest & Meyers 2012
- Amycolatopsis coloradensis Labeda 1995
- Amycolatopsis decaplanina Wink et al. 2004
- Amycolatopsis dongchuanensis Nie et al. 2012
- Amycolatopsis echigonensis Ding et al. 2007
- Amycolatopsis endophytica Miao et al. 2012
- Amycolatopsis equina Everest & Meyers 2012
- Amycolatopsis eurytherma Kim et al. 2002
- Amycolatopsis granulosa Zucchi et al. 2012
- Amycolatopsis halophila Tang et al. 2010
- Amycolatopsis halotolerans Lee 2006
- Amycolatopsis helveola Tamura et al. 2010
- Amycolatopsis hippodromi Everest & Meyers 2012
- Amycolatopsis japonica corrig. Goodfellow et al. 1997
- Amycolatopsis jejuensis Lee 2006
- Amycolatopsis jiangsuensis Xing et al. 2014
- Amycolatopsis kentuckyensis Labeda et al. 2003
- Amycolatopsis keratiniphila Al-Musallam et al. 2003
  - Amycolatopsis keratiniphila subsp. keratiniphila (Al-Musallam et al. 2003) Wink et al. 2003
  - Amycolatopsis keratiniphila subsp. nogabecina Wink et al. 2003
- Amycolatopsis lexingtonensis Labeda et al. 2003
- Amycolatopsis lurida (Lechevalier et al. 1986) Stackebrandt et al. 2004(siehe Anmerkung 2)
- Amycolatopsis magusensis Camas et al. 2013
- Amycolatopsis marina Bian et al. 2009
- Amycolatopsis mediterranei (Margalith & Beretta 1960) Lechevalier et al. 1986
- Amycolatopsis methanolica de Boer et al. 1990
- Amycolatopsis minnesotensis Lee et al. 2006
- Amycolatopsis nigrescens Groth et al. 2007
- Amycolatopsis niigatensis Ding et al. 2007
- Amycolatopsis orientalis (Pittenger & Brigham 1956) Lechevalier et al. 1986
  - Amycolatopsis orientalis subsp. orientalis (Pittenger & Brigham 1956) Lechevalier et al. 1986(siehe Anmerkung 2)
- Amycolatopsis pigmentata Tamura et al. 2010
- Amycolatopsis palatopharyngis Huang et al. 2004
- Amycolatopsis plumensis Saintpierre-Bonaccio et al. 2005
- Amycolatopsis pretoriensis Labeda et al. 2003
- Amycolatopsis regifaucium Tan et al. 2007
- Amycolatopsis rifamycinica Bala et al. 2004
- Amycolatopsis ruanii Zucchi et al. 2012
- Amycolatopsis rubida Huang et al. 2001
- Amycolatopsis saalfeldensis Carlsohn et al. 2006
- Amycolatopsis sacchari Goodfellow et al. 2001
- Amycolatopsis salitolerans Guan et al. 2012
- Amycolatopsis samaneae Duangmal et al. 2011
- Amycolatopsis sulphurea Lechevalier et al. 1986
- Amycolatopsis taiwanensis Tseng et al. 2006
- Amycolatopsis thailandensis Chomchoei et al. 2011
- Amycolatopsis thermalba Zucchi et al. 2012
- Amycolatopsis thermoflava Chun et al. 1999
- Amycolatopsis tolypomycina Wink et al. 2003
- Amycolatopsis tucumanensis Albarracín et al. 2010
- Amycolatopsis ultiminotia Lee et al. 2009
- Amycolatopsis umgeniensis Everest et al. 2013
- Amycolatopsis vancoresmycina Wink et al. 2003
- Amycolatopsis viridis Zucchi et al. 2012
- Amycolatopsis xylanica Chen et al. 2010

### Etymologie
Die Gattung Amycolatopsis wurde 1986 von Mary P. Lechevalier erstbeschrieben, gleichzeitig mit der Gattung Amycolata. Diese Gattung wurde jedoch 1994 aufgelöst und die Vertreter der Gattung Pseudonocardia zugerechnet. Der Gattungsname Amycolata setzt sich aus dem griechischen Präfix a (Verneinung, „nicht“), dem griechischen Wort myces („Pilz“) sowie dem lateinischen Suffix ata (Bezeichnung einer Herkunftsbeziehung) zusammen. Damit wird die Unterscheidung der neu entdeckten Gattung zu den damals bekannten Gattungen Mycobacterium, Nocardia, Rhodococcus und Corynebacterium (in der Ordnung Actinomycetales) herausgestellt, da Amycolata nicht über Mykolsäuren (bestimmte Fettsäuren) verfügt. Der Gattungsname Amycolatopsis verweist wiederum auf Amycolata, mit dem Zusatz des griechischen Wortes opsis („Aussehen“) wird dargestellt, dass Amycolatopsis ein ähnliches Erscheinungsbild aufweist wie Amycolata.

## Vorkommen und Bedeutung
Das Habitat von Amycolatopsis-Arten ist, ähnlich wie bei den Vertretern der Gattungen Nocardia, Streptomyces oder Rhodococcus, typischerweise der Boden. So wurden beispielsweise A. orientalis, A. lurida und A. mediterranei aus dem Boden isoliert. Auch A. keratiniphila entstammt dem Boden und wurde in Kuwait gefunden, während die Suche in Indien zu der Entdeckung von A. balhimycina, A. tolypomycina und A. vancoresmycina führte. A. ultiminotia wurde in der Rhizosphäre entdeckt. Auch aride Böden sind der Lebensraum zahlreicher Spezies, wie beispielsweise in der Atacamawüste. Auch aus Gemüseabfall, Pflanzenmaterial, klinischen Proben, der Wand einer hypogenen Höhle, Ozeansediment und dem Sediment eines Salzsees wurden Amycolatopsis-Arten isoliert. Eine veterinärmedizinische Bedeutung kommt einigen Arten (z. B. A. kentuckyensis) zu, da sie eine Plazentitis (Infektion der Gebärmutter) bei Pferden verursachen können.
Viele Arten der Gattung spielen eine wichtige ökologische Rolle beim Stoffabbau, da sie nur schwer zu zersetzende organische Verbindungen wie Methanol (A. methanolica) und Keratin (A. keratiniphila) abbauen können. Auch aromatische Kohlenwasserstoffe können abgebaut werden, wie z. B. meta-Hydroxybenzoesäure durch A. benzoatilytica. Einige Arten sind extrem schwermetalltolerant und ertragen hohe Konzentrationen von Nickel oder Kupfer. A. tucumanensis ist sogar in der Lage, Kupfer aus kontaminiertem Boden aufzunehmen und kommt daher für eine mikrobiologische Sanierung in Betracht. Einige Stämme können Vanillin aus Ferulasäure herstellen.
Von zahlreichen Arten der Gattung werden Antibiotika produziert, z. B. Ristocetin durch A. lurida. Die Untersuchung von Erdproben in Indien mit der Absicht, Bakterienstämme zu finden, die Antibiotika produzieren, die gegen MRSA (Methicillin-resistenter Staphylococcus aureus) wirken, war 2003 erfolgreich: So wird das Glycopeptid-Antibiotikum Vancomycin durch A. vancoresmycina synthetisiert. Weitere, gegen MRSA wirksame Antibiotika sind Tolypomycin und Nogabecin, die durch A. tolypomycina bzw. A. keratiniphila subsp. nogabecina produziert werden. Auch die Rifamycine, eine eigene Gruppe von Antibiotika, werden durch Amycolatopsis-Arten synthetisiert, zunächst wurde dies bei einem Bakterienstamm von A. mediterranei beobachtet, der 2004 als eigene Art A. rifamycinica etabliert wurde.